# Дремиглава
Дремиглава или Дремиглав (на гръцки: Δρυμός, Дримос, до 1927 година Σιδηροκέφαλον, Сидирокефалон, до 1926 година Δρυμίγκλαβα, Дремиглава) е село в Република Гърция, в дем Даутбал, област Централна Македония.

## География
Селото е разположено в северозападната част на Лъгадинското поле, на 8 километра северозападно от Лъгадина (Лангадас) и на 15 северно от Солун. Махалите на селото са Ангел, Платанус, Митох, Барис и Скинис.

## История

### В Османската империя
В XIX век Дремиглава е българско село в процес на окончателно елинизиране.
| „ | Селата Балджа, Дреми Глав и Гивезна (Гвоздово) са български, окончателно погръчени. В Балджа има още старци, които знаят български, но новото поколение не знае. И тук както и в Халкидика се пеят още български песни. | “ |

В 1820 година поп Димитрис Златанос отваря в Дремиглава училище за бедни деца. В 1840 година със средства на селяните е построена училищна сграда, обновена в 1876 година и построена наново в 1900 – 1913 година.
Александър Синве („Les Grecs de l’Empire Ottoman. Etude Statistique et Ethnographique“) в 1878 година пише, че в Дримиглава (Drimiglava) живеят 2550 гърци. В „Етнография на вилаетите Адрианопол, Монастир и Салоника“, издадена в Константинопол в 1878 година и отразяваща статистиката на населението от 1873 година, Дреми глава (Dremi-glava) е посочено като село със 182 домакинства и 771 жители гърци.
В 1900 година според Васил Кънчов („Македония. Етнография и статистика“) в Дремиглав живеят 1300 гърци. По данни на секретаря на Българската екзархия Димитър Мишев („La Macédoine et sa Population Chrétienne“) в 1905 година в Дармос (Дреми глава) (Darmos Dremi-Glava) има 2000 жители гърци и в селото функционира гръцко училище.
Жителите на селото активно участват в Гръцката въоръжена пропаганда в Македония.
Според доклад на Димитриос Сарос от 1906 година Дремиглава (Δρυμίγκλαβα) е гъркогласно село в Солунската митрополия с 2400 жители с гръцко съзнание. В селото работят 6-класно гръцко училище и детска градина със 188 ученици и 4 учители.

### В Гърция
В 1912 година по време на Балканската война в селото влизат български части. Селото е посещавано от гръцки андарти и агитатори, които карат селяните да не се подчиняват на българската власт. След Междусъюзническата война в 1913 година селото остава в Гърция. Боривое Милоевич пише в 1921 година („Южна Македония“), че Дремиглава (Дремиглава) има 450 къщи погърчени славяни. През 1926 година името на селото е сменено на Сидирокефалон, а в 1927 година на Дримос.
| Име             | Име           | Ново име | Ново име | Описание                    |
| --------------- | ------------- | -------- | -------- | --------------------------- |
| Гува            | Γκούβα        | Омала    | Ομαλά    | местност на И от Дремиглава |
| Мерко           | Μέρκο         | Дасаки   | Δασάκι   |                             |
| Бурун           | Μπουρούνι     | Трахилос | Τράχηλος | местност на С от Дремиглава |
| Змели или Смели | Σμέλη Λάκκος  | Рема     | Ρέμα     | река на С от Дремиглава     |
| Абдураман       | Άβυτουραμάνης | Плая     | Πλαγιά   | местност на С от Дремиглава |

## Личности
Родени в Дремиглава
- Антониос Гирусис (Αντώνιος Γηρούσης), гръцки андартски деец, четник[16]
- Антониос Самарас (Αντώνιος Σαμαράς), гръцки андартски деец, епитроп на гръцкото училище[16]
- Апостолос Пападопулос или Сарафиотис (Απόστολος Παπαδόπουλος ή Σαραφιώτης), гръцки андартски деец, агент от трети ред[16]
- Астериос Христу (Αστέριος Χρήστου), гръцки андартски деец, епитроп на гръцкото училище[16]
- Георгиос Сарафиотис или Кастанас (Γεώργιος Σαραφιώτης ή Καστανάς), гръцки андартски деец, четник[16]
- Герман Галанис (р. 1951), гръцки духовник
- Димитриос Влахоянис (Δημήτριος Βλαχογιάννης), гръцки андартски деец, четник при Константинос Даис – Царас и Дукас Дукас – Зервас[16]
- Мария Иконому, гръцка учителка и деятелка на Гръцката въоръжена пропаганда в Македония
- Панайотис Дзимас (Παναγιώτης Τζίμας), гръцки андартски деец, агент от втори ред[16]
- Стеряни Дзиму-Ливери (Στεργιανή Λιβέρη-Τζήμου), гръцка андартска деятелка, агент от трети ред[16]